# Justo de Jerusalén
Justo I, Obispo de Jerusalén, cuyo nombre judío es Judas, fue un líder judío cristiano del siglo II y, según la mayoría de las tradiciones cristianas, el tercer obispo de Jerusalén, cuyo episcopado se desarrolló entre los años 107 y 113 de nuestra era. Sucede a Simeón de Jerusalén, que murió crucificado en 107-108, o en 115-117. Probablemente es hijo de Santiago el Justo, uno de los hermanos de Jesús. Su sucesor, Zaqueo de Jerusalén, también es llamado «el Justo», ya que este es el significado del arameo Zakka.
El día de la fiesta de Justo era el 24 de noviembre.

## Información biográfica
Poco se sabe de Justo. Aparece en la tercera posición de todas las listas episcopales de Jerusalén, sucediendo a Santiago el Justo y a Simeón de Jerusalén, empezando por la de Eusebio de Cesarea. Probablemente es el líder de la comunidad nazarena de la ciudad, o al menos de los que sobrevivieron a las masivas represiones romanas tras la revuelta judía del 66-74 y sus disturbios. Eusebio de Cesarea especifica que estaba circuncidado, el movimiento nazareno se consideraba un movimiento judío. Sin embargo, durante el último cuarto del siglo I se amplió la brecha entre los nazoreanos y la comunidad judía. Probablemente fue en esta época cuando se redactó un nuevo borrador del Birkat haMinim que contenía una maldición sobre los herejes (minim) entre los que se incluyen los nazoreanos.
Simon Claude Mimouni cree que es posible que Justo sea hijo de Santiago, el «hermano» de Jesús. En este caso, habría accedido al episcopado a una edad avanzada ya que habría «nacido necesariamente antes del 61/62, fecha de la ejecución de su padre, lo que podría explicar entonces la corta duración de su mandato», en particular si Simeón murió bajo el consulado de Tiberio Claudio Ático Herodes (133), como indica Eusebio de Cesarea.
Se le llama Justus (forma latinizada de «el Justo») en la mayoría de las fuentes. En una de las listas episcopales, el personaje apodado Justus (el tercero de la lista) recibe el nombre de Barsabas. Sin embargo, es designado con el nombre de Judas por Epifanio de Salamina, que cita la lista de las Constituciones Apostólicas (VII, 46, 1). En ellas se informa de que Judas (Justus) es hijo de Santiago (Constituciones Apostólicas VII, 46, 2) citado dos líneas antes·: es decir, «Santiago, hermano de Cristo según la carne» como se dice en las Constituciones Apostólicas VIII, 35, 1. El seudónimo —o nombre— «Justus» («el Justo») se encuentra con mucha frecuencia entre los miembros de la familia de Jesús, que es llamado él mismo el Justo (y no Jesús) por Esteban en su discurso recompuesto en los Hechos de los Apóstoles (v. 37), o por Claudia Prócula, la esposa de Pilato en el momento de su juicio. Por tanto, su nombre podría ser Judas, pero es más conocido por su apodo «el Justo», que casi se convierte en un título.

## Justo Barsabeo
Una homilía georgiana conservada en un único manuscrito (Iviron 11) se presenta como un tratado de Barsabeus, obispo de Jerusalén. Ningún obispo de este nombre está atestiguado en las listas habituales, y se trata seguramente de un seudónimo relativo a «Joseph dit Barsabbas, apodado Justus», el desafortunado candidato a la sucesión del traidor Judas (concretamente Matías) en Hch. 1, 23. El editor propone comparar este pseudepígrafo con el justo obispo de Jerusalén cuarto (y no tercero como en la lista de Eusebio) sucesor de Santiago. Es el autor de una carta conservada en armenio que interpreta la «sal» en el bautismo de la misma manera que la homilía georgiana, en el § 8. El mismo nombre, Justo de Jerusalén, Patriarca, reaparece en el siglo VI en otra carta armenia, esta vez de un autor muy real, Grégoire Arzrouni. Eusebio de Cesarea también conoce una tradición, sin duda extraída de Papías, que ofrece al menos un detalle apócrifo sobre este cuasi-apóstol (una historia de curación milagrosa). El Tratado de Barsabée, sobre la base de otras tradiciones sobre el Justo 4.º sucesor de Jacques, dependería de un escrito que se remonta efectivamente al Justo Barsabée del siglo I, con el fin de legitimar después de Calcedonia una sucesión episcopal en Jerusalén opuesta a Juvenal y a los patriarcas de esta época.